# Phnom Penh

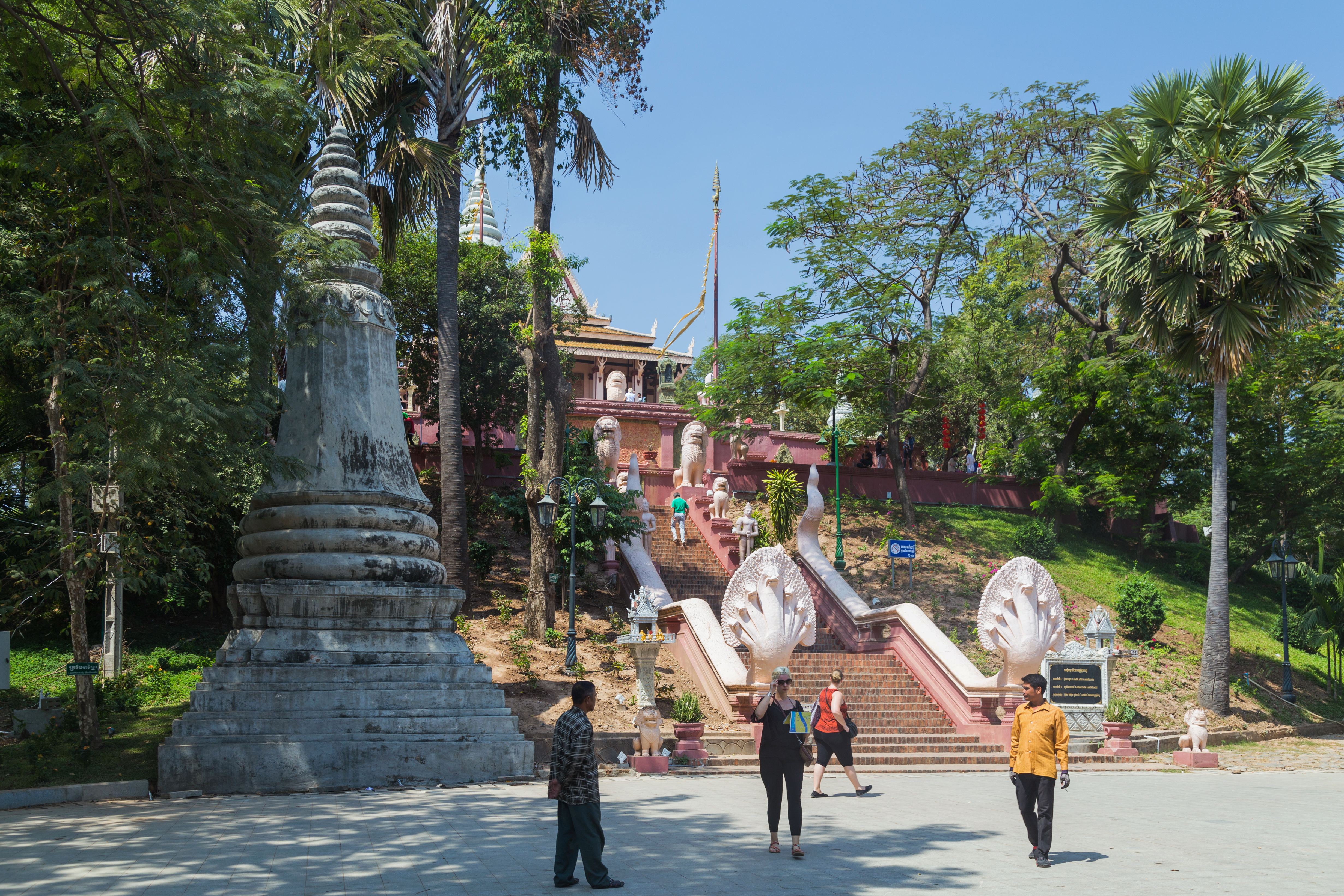
Wat Phnom

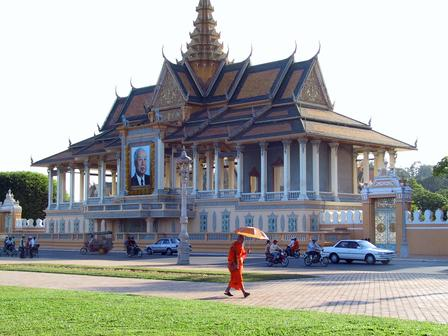
Een van de paviljoens van het Koninklijk paleis in Phnom Penh

Phnom Penh (Khmer: ភ្នំពេញ) is de hoofdstad van Cambodja. De stad ligt in het zuidoosten van het land bij de samenvloeiing van de rivieren de Mekong en de Tonlé Sap. De rivier de Bassac splitst zich hier van de Mekong af.

## De naam van de stad
De naam van de stad betekent de heuvel (Phnom) van Penh. Volgens de overlevering zou een vrouw genaamd Penh vier Boeddhabeelden hebben gevonden die door de Mekong aangespoeld waren. Ze wierp hierna een heuvel op waarop ze deze beelden in een gebedsplaats plaatste. Deze gebedsplaats bestaat nog steeds en is de Wat Phnom Daun Penh (beter bekend als de Wat Phnom of Heuveltempel).

## Geschiedenis

### Vroege geschiedenis
Hoe Phnom Penh ook ontstaan is, het werd voor het eerst de hoofdstad van Cambodja nadat koning Ponhea Yat van het Khmer-rijk vluchtte uit Angkor Thom, nadat het door het koninkrijk Ayutthaya in 1431 veroverd werd.

### Koninklijke hoofdstad, de parel van Azië
Het duurde tot 1866, onder de heerschappij van koning Norodom I, dat de regering zich permanent in Phnom Penh zou vestigen. Ook werd toen pas het Koninklijk Paleis gebouwd met later daarnaast de Zilveren Pagode. Hiermee begon de groei van Phnom Penh tot grote stad. De Fransen legden veel kanalen aan voor de afwatering van moerassen rond de stad en bouwden wegen en een haven.
Tegen de jaren 20 van de 20e eeuw stond Phnom Penh bekend als de Parel van Azië. Door de aanleg van een spoorlijn en de luchthaven Pochentong bleef de stad doorgroeien.

### Oorlog en terreur
Tijdens de Vietnamoorlog werden er ook veel gevechten geleverd in Cambodja. De Verenigde Staten bombardeerden het platteland. Hierdoor trokken er veel vluchtelingen naar de stad.
In 1975 was de bevolking opgelopen tot meer dan 2.000.000. Op 17 april, het Cambodjaanse nieuwjaar, viel de stad en werd zij bezet door strijders van de Rode Khmer. De stad werd hierna met harde hand geheel ontruimd. De bewoners werden naar boerderijen op het platteland gestuurd om nieuwe mensen te worden. De Tuol Svay Prey hogeschool werd veranderd in de gevangenis Tuol Sleng (S-21). Deze gevangenis is nu het Tuol Sleng-museum en is net als Choeung Ek, 15 kilometer buiten de stad, een herinnering aan diegenen die vermoord zijn door de Rode Khmer.

### Wederopbouw
De Rode Khmer werden door de Vietnamezen uit Phnom Penh verdreven in het begin van 1979. De mensen begonnen hierna terug te keren naar hun huizen. Een periode van wederopbouw begon die eerst maar langzaam ging door de politieke instabiliteit in het land. Tegen 1998 had Phnom Penh een bevolking van 862.000 inwoners.

## Bezienswaardigheden
- Koninklijk Paleis van Cambodja

### Tempels
- Zilveren Pagode
- Wat Phnom
- Wat Ounalom
- Wat Lang Ka
- Wat Koh

### Moskeeën
- Nur ul-Ihsaanmoskee
- An-Nur an-Na'immoskee

### Musea
- Nationaal Museum van Cambodja
- Tuol Sleng-museum
- Nationale Bibliotheek van Cambodja

### Markten
- Centrale markt
- Toul Tom Pong-markt
- O'Russeimarkt

## Sport
- Westernstadion

## Geboren in Phnom Penh
- Norodom Sihanouk (1922-2012), koning en politicus
- Norodom Ranariddh (1944-2021), politicus

## Zustersteden
- Long Beach, Verenigde Staten
- Providence, Verenigde Staten
- Lowell, Verenigde Staten
- Ho Chi Minhstad, Vietnam
- Hanoi, Vietnam
- Cần Thơ, Vietnam
- Lâm Đồng, Vietnam
- Shanghai, China
- Tianjin, China
- Kunming, China
- Changsha, China
- Mandalay, Myanmar
- Busan, Zuid-Korea
- Incheon, Zuid-Korea
- Kaysone Phomvihane, Laos
- Vientiane, Laos